# Саїд-Ахмад-бей
Саїд-Ахмад-бей (д/н — після 1551) — 15-й бій Ногайської орди у 1524—1541 роках. Вів війни з Астраханським і Казахським ханствами.

## Життєпис
Син Муси-бея. Перша письмова згадка відноситься до 1506 року, коли пропонував Василю III, великому князю Московському, посередництво в примиренні з казанським ханом Мухаммед-Аміном. 1508 року відправив від імені ногайських мурз грамоту Василю III з запевнення про їх дружнє ставлення, а також обіцянкою вгамувати тих молодших братів, які здійснюють розбійницькі набіги на московські межі.
У 1509 році приєднався до походу Агіша на Крим, що завершився цілковитою поразкою. В подальшою Алчагіра, голови мангитів, в його боротьбі з Шейх-Мухаммед-беєм.
1514 року долучився до війська на чолі із Алчагіром, що домовився з астраханським ханом Джанібеком виступити проти Шейх-Мухаммед-бея. Але Джанібек розгромив останнього, не дочекавшись ногайців, чим викликав їх роздратування. 1516 року після поразки Алчагір Шейх-Мухаммедом разом з іншими ногайськими мурзами втік до Криму.
У 1519 року після загибелі бея Шейх-Мухаммеда у війні з казахським ханом Касимом визнав зверхність кримського хана Мехмеда I Ґерая. Потім активно брав участь у вигнанні казахів з ногайських улусів.
Після загибелі Агіш-бея у 1524 році очолив Ногайську орду. Вимушений був протистояти Мамай-мурзі, що отаборився на Тереку. До 1530 року зміцнив владу.
1533 року після смерті Василя III відправив посольство до Москви, де вимагав від регентши Олени Глинської збільшення кількості й вартості «поминок» (подарунків), фактично бажаючи перетворити це на сплату данини.
1535 року стикнувся із заколотом синів і онуків Ямгурчі-бея, які за допомогою астраханських татар захопили столицю Ногайської орди — Сарайчик. Невдовзі його відвоював брат бея Шейх-Мамай.
20 квітня 1535 року погиркався з братами Шейх-Мамаєм і Ісмаїлом, внаслідок чого похід на Астрахань завершився невдало. Протягом декількох років брати вели самостійну політику, чим намагалася скористатися Москва. Того ж року Саїд-Ахмад уклав союз з бухарським ханом Убайдулою і хівіннським ханом Аванешем, спрямований проти Казахського ханства. 1536 року до нього приєднався Абд-ар-Рашид-хан, володар Могулії.
1537 року замирився з братами, провівши важливі реформи, що зміцнили державність. Так, утворився центр, керований Саїд Ахмадом, ліве (східне) і праве (західне) крило. Очільник останнього отримав титул нуредіна на честь мурзи Нур ад-Діна, лівого — кековат на честь мурзи Кей-Кавада. Того ж року внаслідок
спільних кампанії ногаїв та їх союзників вдалося завдати рішучих поразок казахському хану Тугуму. На трон Казахського ханства було поставлено Хак-Назара. що виховувався в Ногайській орді.
Водночас до 1539 року підтримував московського царя Івана IV у війні з Казанським ханством. Після сходження на трон Утямиш Ґерая ногайський бей намагався замирити супротивників.
1540 року проти Саїда-Ахмада повстав брат Шейх-Мамай. В результаті запеклої війни бей зазнав поразки й відступив до Хіви. В наступні 10 років організовував напади на ногайські улуси. Остання згадка відноситься до 1551 року.